# 内蒙古人民革命青年团
内蒙古人民革命青年团是中华民国时期成立的以内蒙古蒙古族青年为主的青年政治组织。

## 第一、二次成立
1924年中国国民党第一次全国代表大会召开以后，李大钊自广州返回北京，任中国国民党北方执行部组织部长，韩麟符等人任委员。各位委员分赴各省开展活动。在组建各地方中国国民党组织的同时，韩麟符、陈镜湖又在天津高等工业学校主持创立中国社会主义青年团天津地方执行委员会，在北京蒙藏学校创立内蒙古人民革命青年团，并指导他们开展活动。
1927年8月，白海风出席了在蒙古人民共和国首都乌兰巴托举行的内蒙古人民革命党特别会议，当选为内蒙古人民革命党中央党务委员，被指定组建内蒙古人民革命青年团，担任内蒙古人民革命青年团中央委员长。但随着内蒙古人民革命党的瓦解，内蒙古人民革命青年团也不再活动。

## 第三次成立
1945年10月5日，内蒙古人民革命青年团成立大会在王爷庙（今内蒙古自治区乌兰浩特市）贾家店举行，300多人参加大会。大会选举产生15人组成的团执行委员会。特木尔巴根兼执行委员会秘书长，特古斯朝克图任副秘书长，布特格其任组织部部长，鲍荫扎布任宣传部部长。大会颁布了团的纲领及章程，发表《内蒙古人民革命青年团成立宣言》，指出团是内蒙古人民革命党领导的内蒙古青年的先锋队。
1946年4月3日在承德召开了内蒙古自治运动统一会议，哈丰阿、特木尔巴根等同意“内人党”停止活动。中共东蒙工委按照1946年4月17日中共东北局对“青年团应切实地争取其领导权”的指示，对“内人团”采取了团结、教育、改造的方针。1946年5月31日，内蒙古人民革命青年团修改了团的纲领及章程，规定内蒙古人民革命青年团为内蒙古自治运动联合会领导的内蒙古先进青年的群众组织，把为“统一合并整个蒙古”、“内蒙独立而奋斗”，改为“建设和平民主的、健全繁荣的新蒙古”、“为实现新民主主义的新中国而奋斗”。1946年下半年，当国民党军队向内蒙东部地区大举进犯的时候，“内人团”号召“热爱民族的男女青年动员起来，坚决与国民党反动派作斗争”。在1947年“五一”大会上，参加会议的“内人团”员绝大多数站在了中共一边。1947年7月9日，内蒙古共产党工作委员会成立后，内蒙古人民革命青年团改由内蒙古共产党工作委员会直接领导。1949年3月25日，内蒙古人民革命青年团整体转为中国新民主主义青年团，成立中国新民主主义青年团内蒙古委员会，克力更为书记，特古斯朝克图、巴图巴根、秋浦、嘎日布僧格、布特格其、乌如喜业勒图、布和、鄢仪贞为委员。至此内蒙古人民革命青年团走入历史。
1968年7月20日内蒙古自治区革命委员会《关于“内蒙古人民革命青年团”的处理意见》指出：“‘四·三’会议后的‘内人团’员应视为进步组织的成员。”